# Конвенто ди Сан Паоло (Фиренца)
Конвенто ди Сан Паоло је насеље у Италији у округу Фиренца, региону Тоскана.
Према процени из 2011. у насељу је живело 1 становника. Насеље се налази на надморској висини од 154 м.